# Samsung Galaxy A22 5G
O Samsung Galaxy A22 5G é um smartphone Android desenvolvido e fabricado pela Samsung Electronics. Faz parte da série Galaxy A, que é voltada para o mercado intermediário. A empresa lançou este telefone em 24 de junho de 2021.

## Software
O smartphone sai de fábrica com sistema operacional móvel Android 11 com a interface One UI 3.1 da Samsung.